# Erik Axelryd
Erik Axelryd (Kristianstad, 1927. június 3. – Lomma, 2012. augusztus 29.) svéd nemzetközi labdarúgó-játékvezető.

## Pályafutása

### Nemzetközi játékvezetés
A Svéd labdarúgó-szövetség Játékvezető Bizottsága (JB) terjesztette fel nemzetközi játékvezetőnek, a Nemzetközi Labdarúgó-szövetség (FIFA) 1971-től tartotta nyilván bírói keretében. Több nemzetek közötti válogatott és klubmérkőzést vezetett, vagy működő társának partbíróként segített. A svéd nemzetközi játékvezetők rangsorában, a világbajnokság-Európa-bajnokság sorrendjében többedmagával a 22. helyet foglalja el 1 találkozó szolgálatával. Az aktív nemzetközi játékvezetéstől 1976-ban búcsúzott. Válogatott mérkőzéseinek száma: 5.

#### Európa-bajnokság
Az európai-labdarúgó torna döntőjéhez vezető úton Jugoszláviába az V., az 1976-os labdarúgó-Európa-bajnokságra az UEFA JB játékvezetőként foglalkoztatta.

##### 1976-os labdarúgó-Európa-bajnokság

###### Selejtező mérkőzés
| Időpont           | Helyszín                       | Mérkőzés típusa           | Mérkőzés             | Eredmény | Nézők száma |
| ----------------- | ------------------------------ | ------------------------- | -------------------- | -------- | ----------- |
| 1974. október 30. | Dalymount Park Stadion, Dublin | előselejtező (6. csoport) | Írország–Szovjetunió | 3 : 0    | 31 750      |

#### Skandináv Bajnokság
Nordic Championships/Északi Kupa labdarúgó tornát Dánia kezdeményezésére az első világháború után, 1919-től a válogatott rendszeres játékhoz jutásának elősegítésére rendezték a Norvégia, Dánia, Svédország részvételével. 1929-től a Finnország is csatlakozott a résztvevőkhöz. 1983-ban befejeződött a sportverseny.
| Időpont          | Helyszín                   | Mérkőzés típusa | Mérkőzés       | Eredmény |
| ---------------- | -------------------------- | --------------- | -------------- | -------- |
| 1973. június 21. | Városi Stadion, Koppenhága | csoportmérkőzés | Dánia–Norvégia | 1 – 0    |